# Ladies & Gentlemen: The Best of George Michael
Ladies & Gentlemen: The Best of George Michael è la prima raccolta del cantante George Michael pubblicata il 9 novembre 1998.
È divisa in 2 parti distinte: la prima "for the heart" contiene le maggiori ballate lente del cantante; la seconda "for the feet" contiene le canzoni dal ritmo movimentato.
Oltre ai successi vi sono anche due canzoni inedite: Outside e la cover di Stevie Wonder As in duetto con Mary J. Blige;
è inclusa anche Somebody To Love in duetto con i Queen cantata al Freddie Mercury Tribute Concert.
Sulla quarta di copertina del booklet del disco 1 "for the heart", George Michael lascia scritto che l'intera raccolta è dedicata a sua madre Lesley.

## Tracce

### Disco/musicassetta 1: "for the heart"
| n° | Titolo                                     | Artista                          | Compositore                           | Anno | Durata |
| -- | ------------------------------------------ | -------------------------------- | ------------------------------------- | ---- | ------ |
| 1  | Jesus to a Child                           | George Michael                   | George Michael                        | 1996 | 6:49   |
| 2  | Father Figure (single version)             | George Michael                   | George Michael                        | 1987 | 5:41   |
| 3  | Careless Whisper (single version)          | George Michael                   | George Michael, Andrew Ridgeley       | 1984 | 5:00   |
| 4  | Don't Let the Sun Go Down on Me (live)     | George Michael & Elton John      | Elton John, Bernie Taupin             | 1991 | 5:47   |
| 5  | You Have Been Loved                        | George Michael                   | George Michael, David Austin          | 1996 | 5:28   |
| 6  | Kissing a Fool                             | George Michael                   | George Michael                        | 1987 | 4:36   |
| 7  | I Can't Make You Love Me                   | George Michael                   | Mike Reid, Allen Shamblin             | 1997 | 5:20   |
| 8  | Heal the Pain (single version)             | George Michael                   | George Michael                        | 1991 | 4:46   |
| 9  | A Moment with You                          | George Michael                   | George Michael                        | 1998 | 5:43   |
| 10 | Desafinado                                 | George Michael & Astrud Gilberto | Antonio Carlos Jobim, Newton Mendonça | 1998 | 3:19   |
| 11 | Cowboys and Angels                         | George Michael                   | George Michael                        | 1991 | 7:14   |
| 12 | Praying for Time                           | George Michael                   | George Michael                        | 1990 | 4:41   |
| 13 | One More Try                               | George Michael                   | George Michael                        | 1987 | 5:53   |
| 14 | A Different Corner (remix)                 | George Michael                   | George Michael                        | 1986 | 4:03   |
| 15 | Waltz Away Dreaming (solo in musicassetta) | George Michael & Toby Bourke     | George Michael, Toby Bourke           | 1997 | 4:44   |

### Disco/musicassetta 2: "for the feet"

#### Versione europea ed australiana
| n° | Titolo                           | Artista                          | Compositore                                                       | Anno | Durata |
| -- | -------------------------------- | -------------------------------- | ----------------------------------------------------------------- | ---- | ------ |
| 1  | Outside                          | George Michael                   | George Michael                                                    | 1998 | 4:44   |
| 2  | As                               | George Michael & Mary J. Blige   | Stevie Wonder                                                     | 1998 | 4:47   |
| 3  | Fastlove                         | George Michael                   | George Michael, Jon Douglas                                       | 1996 | 5.31   |
| 4  | Too Funky                        | George Michael                   | George Michael                                                    | 1992 | 3:45   |
| 5  | Freedom! '90                     | George Michael                   | George Michael                                                    | 1990 | 6:28   |
| 6  | Star People '97                  | George Michael                   | George Michael                                                    | 1997 | 5:39   |
| 7  | Killer/Papa Was a Rollin' Stone  | George Michael                   | Adam Tinley, Seal-Henry Samuel / Norman Whitfield, Barrett Strong | 1993 | 4:16   |
| 8  | I Want Your Sex (Part II)        | George Michael                   | George Michael                                                    | 1987 | 4:38   |
| 9  | The Strangest Thing '97          | George Michael                   | George Michael                                                    | 1997 | 4:41   |
| 10 | Fantasy                          | George Michael                   | George Michael                                                    | 1991 | 5:02   |
| 11 | Spinning the Wheel               | George Michael                   | George Michael, Jon Douglas                                       | 1996 | 6:09   |
| 12 | Waiting for That Day             | George Michael                   | George Michael, Mick Jagger, Keith Richards                       | 1990 | 4:50   |
| 13 | I Knew You Were Waiting (For Me) | George Michael & Aretha Franklin | Simon Climie, Dennis Morgan                                       | 1986 | 3:58   |
| 14 | Faith                            | George Michael                   | George Michael                                                    | 1987 | 3:14   |
| 15 | Somebody to Love                 | George Michael & Queen           | Freddie Mercury                                                   | 1992 | 5:23   |

#### Versione statunitense e canadese
| n° | Titolo                                                  | Artista                          | Compositore                                                       | Anno | Durata |
| -- | ------------------------------------------------------- | -------------------------------- | ----------------------------------------------------------------- | ---- | ------ |
| 1  | Outside                                                 | George Michael                   | George Michael                                                    | 1998 | 4:44   |
| 2  | Fastlove                                                | George Michael                   | George Michael, Jon Douglas                                       | 1996 | 5:31   |
| 3  | Too Funky                                               | George Michael                   | George Michael                                                    | 1992 | 3:45   |
| 4  | Freedom! '90                                            | George Michael                   | George Michael                                                    | 1990 | 6:28   |
| 5  | Star People '97                                         | George Michael                   | George Michael                                                    | 1997 | 5:39   |
| 6  | Killer/Papa Was a Rollin' Stone                         | George Michael                   | Adam Tinley, Seal-Henry Samuel / Norman Whitfield, Barrett Strong | 1993 | 4:16   |
| 7  | I Want Your Sex (Part II)                               | George Michael                   | George Michael                                                    | 1987 | 4:38   |
| 8  | Monkey                                                  | George Michael                   | George Michael                                                    | 1988 | 4:47   |
| 9  | Spinning the Wheel                                      | George Michael                   | George Michael, Jon Douglas                                       | 1996 | 6:09   |
| 10 | Waiting for That Day/You Can't Always Get What You Want | George Michael                   | George Michael, Mick Jagger, Keith Richards                       | 1996 | 4:50   |
| 11 | I Knew You Were Waiting (For Me)                        | George Michael & Aretha Franklin | Simon Climie, Dennis Morgan                                       | 1986 | 3:58   |
| 12 | Hard Day                                                | George Michael                   | George Michael                                                    | 1987 | 3:43   |
| 13 | Faith                                                   | George Michael                   | George Michael                                                    | 1987 | 3:14   |
| 14 | Somebody to Love                                        | George Michael & Queen           | Freddie Mercury                                                   | 1992 | 5:23   |

## Ladies & Gentlemen - The Best of George Michael (DVD)
Nel 1999, un anno dopo la raccolta, è uscito un omonimo DVD contenente 23 video musicali relativi al CD ad eccezione di As e Praying for Time.
Include anche un'intervista con Michael Parkinson e un documentario sulla carriera del cantante.

### Tracce
1. Outside
2. Fastlove
3. Spinning the Wheel
4. Freedom! '90
5. Killer
6. Papa Was a Rollin' Stone
7. Too Funky
8. Faith
9. I Want Your Sex
10. Jesus to a Child
11. Waltz Away Dreaming (con Toby Bourke)
12. Father Figure
13. Don't Let the Sun Go Down on Me (con Elton John)
14. Kissing a Fool
15. I Knew You Were Waiting (For Me) (con Aretha Franklin)
16. Somebody to Love (Live) (con i Queen)
17. Monkey
18. One More Try
19. Star People '97
20. I Can't Make You Love Me (Live)
21. A Different Corner
22. You Have Been Loved (Live)
23. Careless Whisper

- Intervista a Michael Parkinson
- Documentario sulla carriera di George Michael

## Classifiche
| Classifica (1998/99) | Posizione massima |
| -------------------- | ----------------- |
| Australia            | 2                 |
| Austria              | 2                 |
| Belgio (Fiandre)     | 2                 |
| Belgio (Vallonia)    | 3                 |
| Canada               | 10                |
| Danimarca            | 1                 |
| Europa               | 1                 |
| Finlandia            | 5                 |
| Francia              | 1                 |
| Germania             | 3                 |
| Irlanda              | 1                 |
| Italia               | 3                 |
| Norvegia             | 1                 |
| Nuova Zelanda        | 3                 |
| Paesi Bassi          | 2                 |
| Portogallo           | 8                 |
| Regno Unito          | 1                 |
| Spagna               | 4                 |
| Stati Uniti          | 24                |
| Svezia               | 2                 |
| Svizzera             | 5                 |
| Ungheria             | 1                 |